# Beitragssatz
Der Beitragssatz bezeichnet in der deutschen Sozialversicherung den Anteil des Arbeitsentgelts, der zum Zweck der sozialen Sicherung an die Sozialversicherung abgeführt wird. Beitragspflichtig ist das Arbeitsentgelt nur bis zur Höhe der Beitragsbemessungsgrenze.
Der Beitragssatz wird für die Arbeitslosen-, Kranken- und Pflegeversicherung durch Gesetz (vgl. (§ 341 Abs. 2 SGB III, § 241 SGB V bzw. § 55 Abs. 1 SGB XI)) und für die Rentenversicherung grundsätzlich durch Rechtsverordnung (§ 160 SGB VI) bestimmt.
In Deutschland werden diese Beiträge zur Sozialversicherung grundsätzlich je zur Hälfte durch Arbeitgeber und Arbeitnehmer getragen. Abweichungen von diesem Prinzip gibt es in der knappschaftlichen Rentenversicherung, in der  Krankenversicherung (von Juli 2005 bis Dezember 2018) und der sozialen Pflegeversicherung bei Kinderlosen ab dem 23. Lebensjahr (seit Juli 2005) bzw. bei Versicherten mit mehreren Kindern unter 25 Jahren (seit Juli 2023). 

## Beitragssätze für Arbeitnehmer
Zum 1. Januar 2023 hat sich der Beitragssatz in der Arbeitslosenversicherung und zum 1. Juli 2023 und 1. Januar 2025 der Beitragssatz in der Pflegeversicherung verändert. Die aktuellen Beitragssätze sind (Stand Dezember 2024):
- 9,3 % zur gesetzlichen Rentenversicherung
- 7,3 % zur gesetzlichen Krankenversicherung (zudem i. d. R. ein zu gleichen Teilen vom Arbeitgeber und Arbeitnehmer zu tragender Zusatzbeitrag)
- 1,3 % zur gesetzlichen Arbeitslosenversicherung
- 1,7 % zur  sozialen Pflegeversicherung (in Sachsen 2,2 %[1]). Ab 2025: 1,8 % (Sachsen 2,3 %)[2]
  - zuzüglich 0,60 % Zusatzbeitrag zur Pflegeversicherung (nur Kinderlose ab dem vollendeten 23. Lebensjahr)
  - abzüglich 0,25 % je Kind (nur für das 2. bis 5. Kind unter 25 Jahren)

## Beitragssätze für Arbeitgeber
Die Höhe der von den Arbeitgebern zu tragenden Beitragssätze liegt bei:
- 9,3 % zur gesetzlichen Rentenversicherung (15,4 % in der knappschaftlichen Rentenversicherung)[3]
- 7,3 % zur gesetzlichen Krankenversicherung (zudem i. d. R. ein zu gleichen Teilen vom Arbeitgeber und Arbeitnehmer zu tragender Zusatzbeitrag)
- 1,3 % zur gesetzlichen Arbeitslosenversicherung
- 1,7 % zur sozialen Pflegeversicherung (in Sachsen 1,2 %[1]). Ab 2025: 1,8 % (Sachsen 1,3 %)[2]

## Geschichte

### Rentenversicherung
| Zeitraum                | Beitragssatz allgemeine Rentenvers. | Beitragssatz knappschaftl. Rentenvers. |
| ----------------------- | ----------------------------------- | -------------------------------------- |
| 1891                    | 01,7 %                              |                                        |
| 1924                    | 03,5 %                              |                                        |
| 1928                    | 05,5 %                              |                                        |
| 01.01.1949 – 31.12.1949 | 10,0 %                              |                                        |
| 01.01.1950 – 31.03.1955 | 10,0 %                              | 23,0 %                                 |
| 01.04.1955 – 31.12.1955 | 11,0 %                              | 23,0 %                                 |
| 01.01.1956 – 28.02.1957 | 11,0 %                              | 18,1 %                                 |
| 01.03.1957 – 31.05.1957 | 14,0 %                              | 18,1 %                                 |
| 01.06.1957 – 31.12.1967 | 14,0 %                              | 23,5 %                                 |
| 01.01.1968 – 31.12.1968 | 15,0 %                              | 23,5 %                                 |
| 01.01.1969 – 31.12.1969 | 16,0 %                              | 23,5 %                                 |
| 01.01.1970 – 31.12.1972 | 17,0 %                              | 23,5 %                                 |
| 01.01.1973 – 31.12.1980 | 18,0 %                              | 23,5 %                                 |
| 01.01.1981 – 31.12.1981 | 18,5 %                              | 23,5 %                                 |
| 01.01.1982 – 31.08.1983 | 18,0 %                              | 23,5 %                                 |
| 01.09.1983 – 31.12.1983 | 18,5 %                              | 24,0 %                                 |
| 01.01.1984 – 31.12.1984 | 18,5 %                              | 24,25 %                                |
| 01.01.1985 – 31.05.1985 | 18,7 %                              | 24,45 %                                |
| 01.06.1985 – 31.12.1986 | 19,2 %                              | 24,95 %                                |
| 01.01.1987 – 31.03.1991 | 18,7 %                              | 24,45 %                                |
| 01.04.1991 – 31.12.1992 | 17,7 %                              | 23,45 %                                |
| 01.01.1993 – 31.12.1993 | 17,5 %                              | 23,25 %                                |
| 01.01.1994 – 31.12.1994 | 19,2 %                              | 25,5 %                                 |
| 01.01.1995 – 31.12.1995 | 18,6 %                              | 24,7 %                                 |
| 01.01.1996 – 31.12.1996 | 19,2 %                              | 25,5 %                                 |
| 01.01.1997 – 31.03.1999 | 20,3 %                              | 26,9 %                                 |
| 01.04.1999 – 31.12.1999 | 19,5 %                              | 25,9 %                                 |
| 01.01.2000 – 31.12.2000 | 19,3 %                              | 25,6 %                                 |
| 01.01.2001 – 31.12.2002 | 19,1 %                              | 25,4 %                                 |
| 01.01.2003 – 31.12.2006 | 19,5 %                              | 25,9 %                                 |
| 01.01.2007 – 31.12.2011 | 19,9 %                              | 26,4 %                                 |
| 01.01.2012 – 31.12.2012 | 19,6 %                              | 26,0 %                                 |
| 01.01.2013 – 31.12.2014 | 18,9 %                              | 25,1 %                                 |
| 01.01.2015 – 31.12.2017 | 18,7 %                              | 24,8 %                                 |
| ab 01.01.2018           | 18,6 %                              | 24,7 %                                 |

Bei Einführung der Rentenversicherung im Jahre 1891 betrug der Beitragssatz 1,7 %. Wenn man die in den einzelnen Lohnklassen zu zahlenden Beitragsmarken in Lohnprozent umrechnet, so ergibt sich für 1924 im Schnitt 3,5 %, für 1928 im Schnitt 5,5 %. Der Beitragssatz stieg kontinuierlich von 10 Prozent im Jahre 1949 auf 17 Prozent im Jahre 1970. Er liegt seit 1970 zwischen 17 Prozent und 20,3 Prozent.
In der knappschaftlichen Rentenversicherung liegt der Beitragssatz seit dem 1. Januar 2018 unverändert bei 24,7 %. Davor lag der Beitragssatz, mit Ausnahme des Jahres 1956 und des ersten Halbjahres 1957, zwischen 23,0 % und 26,9 %.